# Зои Восс
Зои Восс (англ. Zoe Voss, урождённая Мелисса Кимбро, англ. Melissa Kimbro; род. 4 января 1990, Миннеаполис, Миннесота) — американская порноактриса и модель. Восс дебютировала в порноиндустрии в 2010 году.

## Биография
Родилась в январе 1990 года в Миннеаполисе, штат Миннесота, в семье французского и итальянского происхождения. До начала съёмок в фильмах для взрослых училась в кулинарной школе и работала фотомоделью. Кроме того, прошла кастинг для телешоу «Топ-модель по-американски» (англ. America's Next Top Model) в 2003 году.
Дебютировала в порноиндустрии в 2010 году, в возрасте 20 лет, благодаря агенту Марку Спиеглеру и актрисе Энди Сан Димас.
Снималась для таких студий, как Mile High, Girlfriends Films, Zero Tolerance, New Sensations и Pure Play Media.
В 2012 году была номинирована на четыре награды на AVN Awards.
Ушла из индустрии в 2015 году, снявшись в общей сложности в 106 фильмах.

## Награды и номинации
| Год  | Награда    | Категория                              | Фильм                                   | Результат |
| ---- | ---------- | -------------------------------------- | --------------------------------------- | --------- |
| 2011 | XRCO Award | Лучшая новая старлетка                 |                                         | Номинация |
| 2011 | AVN Award  | Лучшая сцена лесбийского парного секса | Women Seeking Women 63                  | Номинация |
| 2011 | AVN Award  | Лучшая сцена лесбийского парного секса | Sex & the City: The Original XXX Parody | Номинация |
| 2012 | XBIZ Award | Лучшая актриса второго плана           | Dear Abby                               | Номинация |
| 2012 | AVN Award  | Лучшая новая старлетка                 |                                         | Номинация |
| 2012 | AVN Award  | Лучшая сцена лесбийского секса         | Girls Kissing Girls 8                   | Номинация |
| 2012 | AVN Award  | Лучшая сцена триолизма (Ж/Ж/М)         | Legs Up Hose Down                       | Номинация |
| 2012 | AVN Award  | Лучшая сцена группового секса          | Superman XXX: A Porn Parody             | Номинация |